# Ignác Cornova

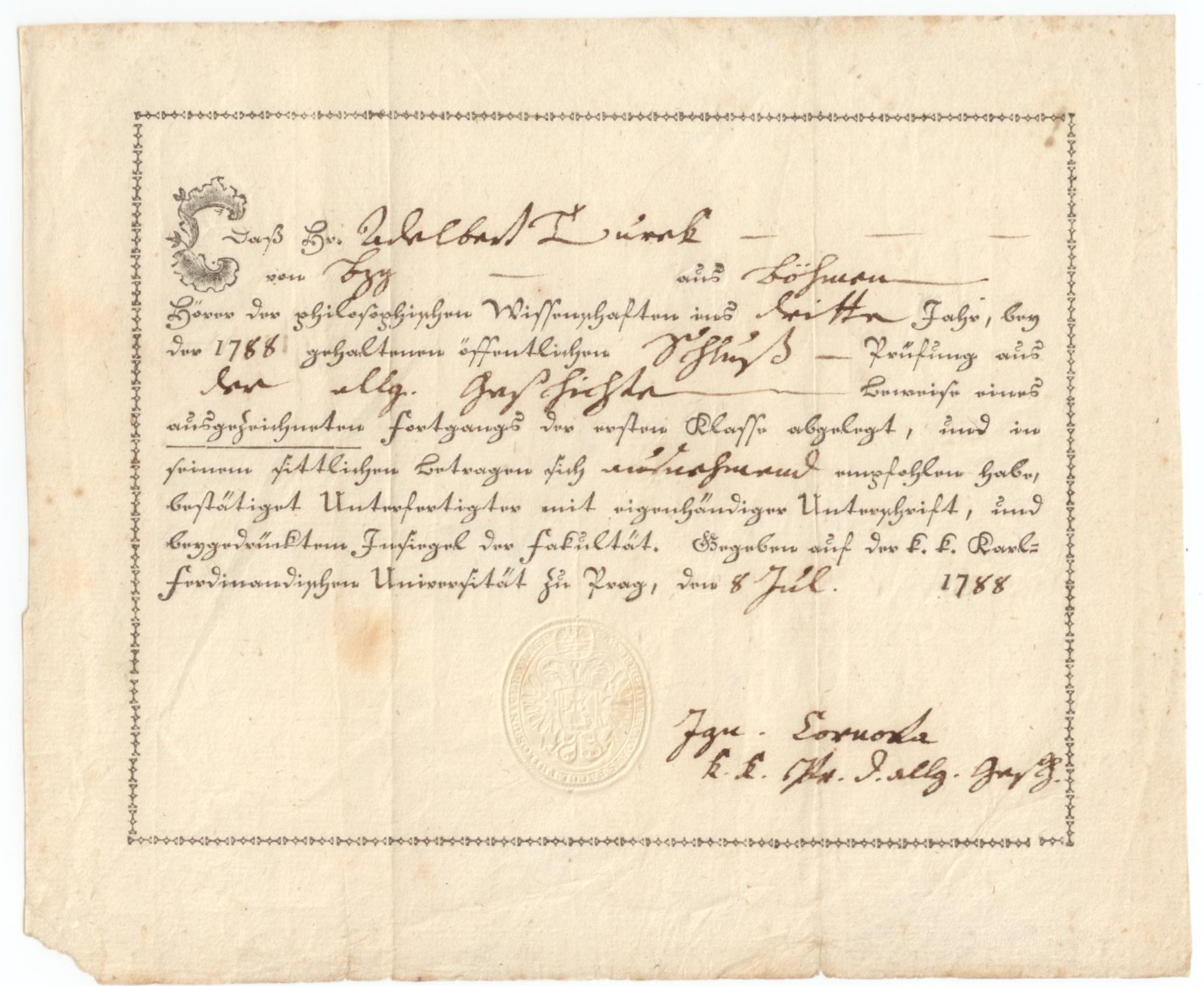
Podpis Ignáce Cornovy

Ignác Cornova (25. července 1740 Praha – 25. července 1822 Praha) byl český jezuitský kněz, historik kritické osvícenské orientace, básník, pedagog a člen zednářské lóže.

## Život
Dráhu jezuity začal studiem na Akademickém gymnasiu v Klementinu na Starém Městě ve školním roce 1756–1757, odkud přestoupil na studijní pobyty do Březnice ve školním roce 1759–1760 a do Olomouce na školní roky 1760–1764, kde dále pokračoval ve studiu filozofie, teologie a jazyků.
Od roku 1762 učil na jezuitském gymnáziu v Brně, v letech 1771–1772 v Chomutově a ve školním roce 1772–1773 v Klatovech. Roku 1784 se vrátil do Prahy, učil na Akademickém gymnasiu v Klementinu a současně v téže budově až do roku 1795 přednášel všeobecné dějiny na Karlo-Ferdinandově univerzitě. Když byl udán za své sympatie k Francouzské revoluci a osvícenství, bylo mu zakázáno přednášet Podle jiné verze byl již natolik nemocen, že přednášet nedokázal . Poté se věnoval badatelské práci a, přednášel soukromě. Roku 1776 byl přijat do zednářské lóže "U tří korunovaných sloupů".
Byl zakládajícím členem Královské české učené společnosti.
Byl pohřben na Malostranském hřbitově I. 

## Dílo
Především psal historické spisy a překládal z latiny a francouzštiny. Napsal první monografii o Bohuslavu Hasištejnském z Lobkowicz. Věnoval se také psaní učebnic pro střední školy a divadelních her. Napsal mimo jiné knížku O výchově sirotků zednářských., která byla v českém překladu vydána teprve roku 1923.